# Biblia hebrea

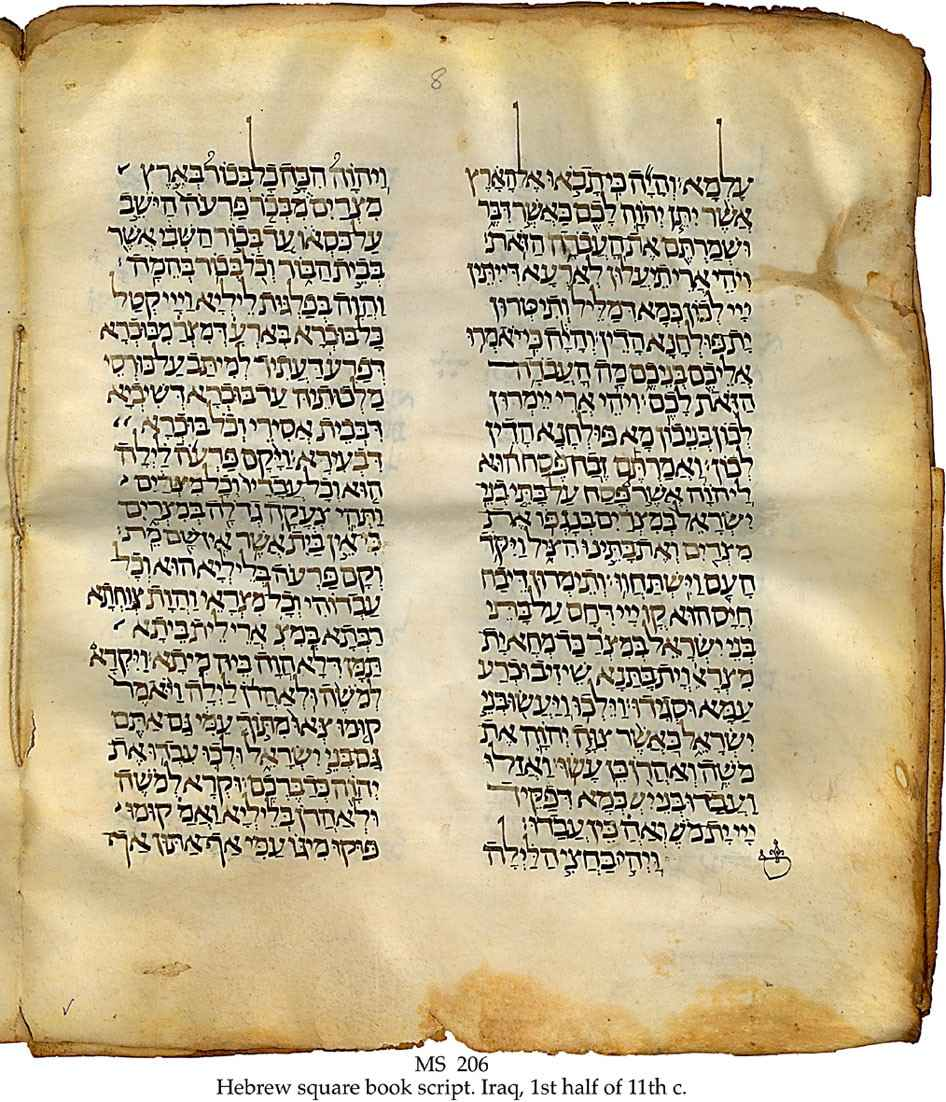
Biblia hebrea con targum en arameo, manuscrito del siglo. Presenta el texto del Libro del éxodo (12:25-31) en caracteres hebreos.

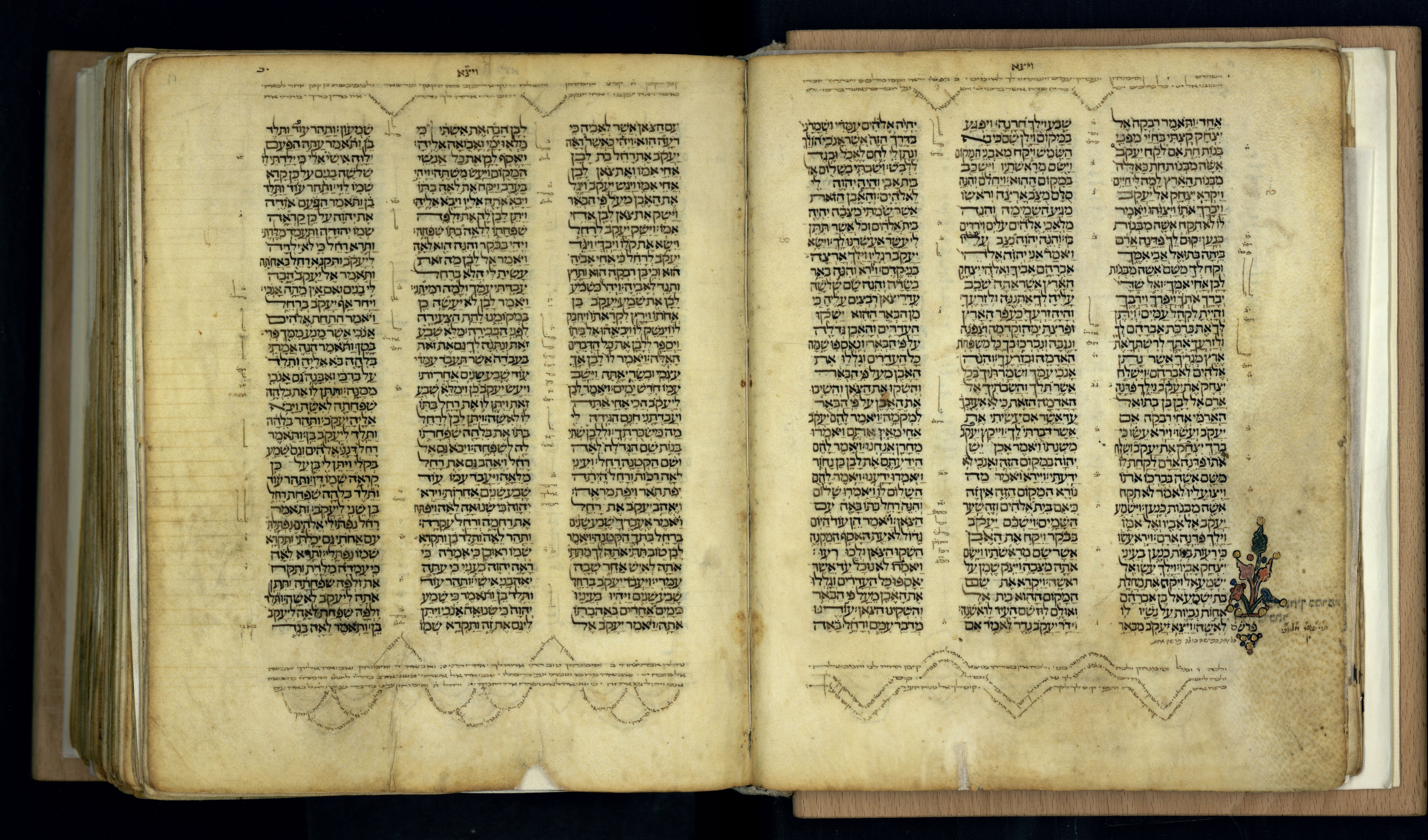
Biblia hebrea, 1300

Biblia hebrea o Biblia hebraica es un término genérico para referirse a los libros de la Biblia escritos originalmente en hebreo y arameo antiguos. Se ajusta muy estrechamente al concepto judío Tanaj y al cristiano Antiguo Testamento (particularmente en la versión de algunos grupos cristianos (Evangélicos), que no incluyen las partes deuterocanónicas del Antiguo Testamento y el Anagignoskomena ortodoxo).
El término Biblia hebrea no implica ningún género de denominación, numeración u ordenación de libros, que es muy variable. (Véase Canon bíblico).